# 川波幸恵
川波 幸恵（かわなみ ゆきえ、1979年10月1日 - ）は、日本のバンドネオン奏者。タンゴ演奏家。作曲家。福岡県宗像市生まれ。

## 人物
2015年アメリカで行われた第一回チェ・バンドネオン世界大会優勝者。福岡女学院音楽科から東京音楽大学に進学し、大学では専攻であるピアノを習い、成績優秀者として卒業。外では小松亮太に師事しバンドネオンを習得。その後、西塔祐三、 Hector del Curtoに師事。渡辺えりと出会い、 舞台『りぼん』に出演。以来、ジャンル やカルチャーの壁を越え（西城秀樹、沢田研二、笑福亭鶴瓶、宇梶剛士（敬称略）らと共演）幅広い活動をしている。また、自身が登場人物のモデルともなっている小説『忘却の調べ〜オブリビオン』が横溝正史ミステリー大賞のテレビ東京賞をとりドラマ化（水曜ミステリー9）本人役で出演するなど面白い経験の持ち主。
九州毎日放送系9局「新・窓をあけて九州」ドキュメンタリー、NHK福岡でのニュース特集、「題名のない音楽会」など出演。海外演奏家を招聘しコンサートを企画、文化交流を積極的に行っているほか、アメリカでのフェスティバルに毎年招聘されるなど世界的に活躍している。